# Bibra Valley
Das Bibra Valley ist ein eisfreies Tal im Australischen Antarktis-Territorium. In der Britannia Range liegt es 10 km nordöstlich des Haven Mountain und wird nach Osten durch die Danum-Plattform begrenzt.
Die Mannschaft neuseeländischer Geologen der University of Waikato, die in diesem Gebiet zwischen 1978 und 1979 Untersuchungen durchführte, benannte das Tal nach dem gleichnamigen Feldlager aus römischer Zeit nahe der Ortschaft Beckfoot in der Grafschaft Cumbria.